# Duncansclett

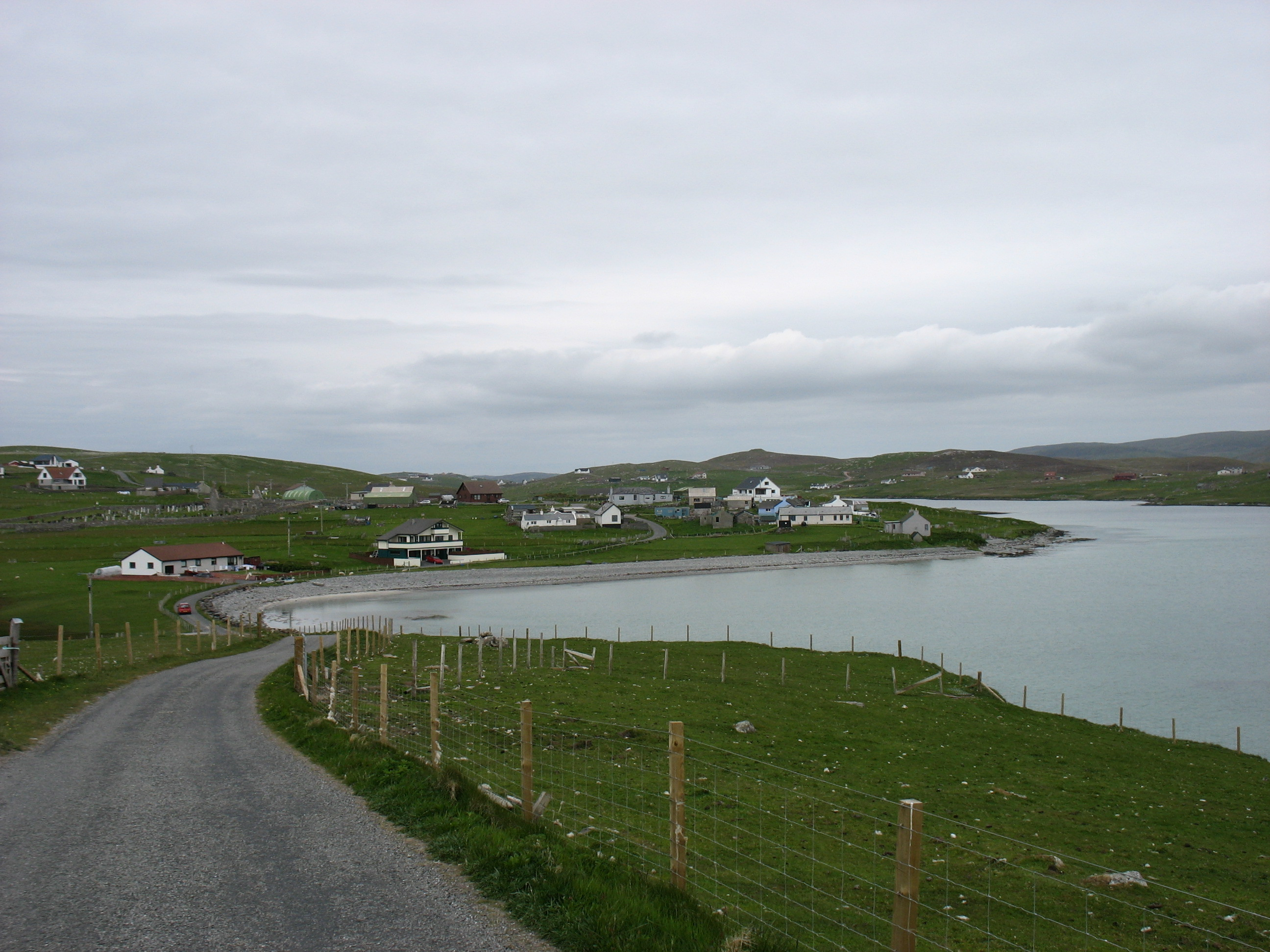
Blick von Süden auf den Ort

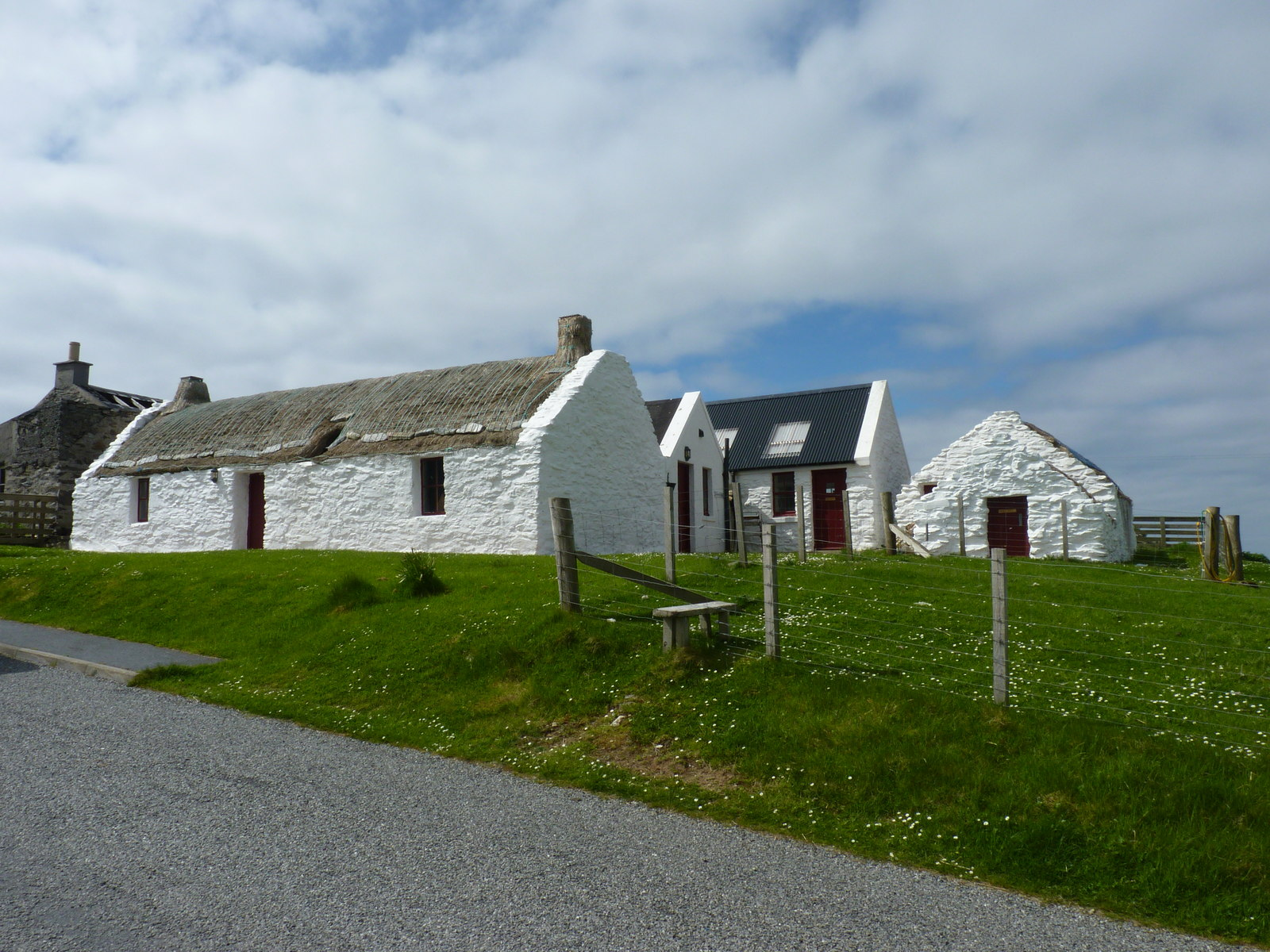
Ein denkmalgeschütztes Haus

Duncansclett ist eine Ortschaft, die im Südwesten der zu Schottland zählenden Shetlands liegt.

## Geographie
Duncansclett (auch Duncansclate) ist eine Siedlung, die im Südwesten der Insel West Burra zwischen den Meeresbuchten West Voe im Osten und Banna Minn im Westen liegt. Die nächstgelegene Ortschaft ist Papil im Nordosten, nach Lerwick sind es 14 Kilometer in nordöstlicher Richtung.

## Historisches
Im Rahmen der historischen Gliederung Schottlands in Civil Parishes zählt Duncansclett zu Lerwick. Im Ort ist das Easthouse Crofthouse seit 2019 als Listed Building der Kategorie A eingestuft worden.